# مجوس

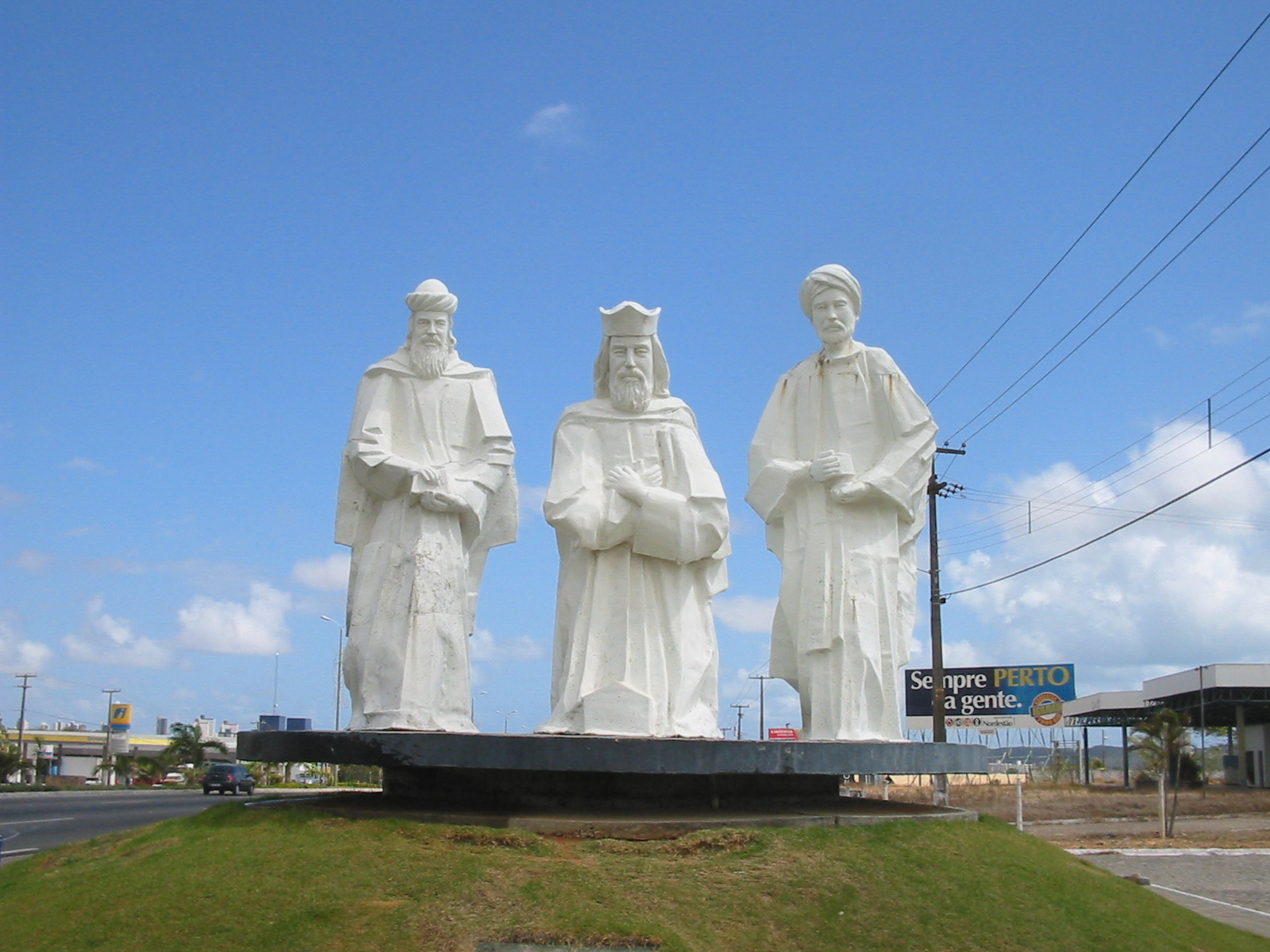
ناتال، رِیز و ماگوس یا همان مجسمه شاهان مغ در برزیل

مجوس (Maǧūs) به معرب مغ گفته می‌شود. گروهی از ایرانیان کهن که باورمند به دو سرآغاز نور و تاریکی و یزدان و اهرمن بوده‌اند و اینان پیش از پیدایش زرتشت هم بوده‌اند. در ادبیات عربی و پارسی به هردو معنی به کار برده شده است یکی معرب مگوس (یعنی مغ روحانی آیین‌های گوناگون ایران‌باستان) و دیگری معرب روحانی مزدیسنا (یعنی موبد)؛ اما از ملل و نحل شهرستانی چنین بر می‌آید که روحانیان زرتشتی و مگوس را جدا دانسته و علمای آغاز اسلام نیز این دو را یکی نمی‌دانستند. طبری آورده است که مجوس خورشید و ماه و آتش را می‌پرستند.
ابوحنیفه دینوری زرتشت را پیامبر مجوس می‌داند. یاقوت حموی زرتشت را پیغمبر مجوس و از شهر «شیز» / تخت سلیمان دانسته است. شیخ صدوق نیز پیامبر مجوس را زرتشت دانسته است.
برخی دین مجوسی را همان آیین مانوی دانسته‌اند. کیش مانی در عربستان پیش از اسلام پیروانی داشته است. محمد بن عبدالکریم شهرستانی خلاف این را معتقد است و مانویان را جدا از مجوس دانسته است.
مجوس یک اصطلاح فنی برای مغ بود. و مانند مترادف آن «گبر» (از ریشه‌شناسی نامشخص) در اصل هیچ پیامد تحقیرآمیزی نداشت. این اصطلاح همچنین به عنوان آتش‌پرست ترجمه شده است.
این اصطلاح از طریق یونانی باستان آرامی: 𐡌𐡂𐡅𐡔𐡀⁩‎، ت. «mḡušā» که خود از پارسی باستان پارسی باستان: 𐎶𐎦𐎢𐏁، ت. «maguš» گرفته شده (جمع μάγοι mágoi) و در متی ۲ نیز ظاهر می‌شود، وام گرفته شده است.

## تعریف
مجوس به معرب مغ گفته می‌شود.

## خاستگاه نامگذاری و دیگر نام‌ها
یونانی، ماگوس. لاتینی، مگوس. آرامی، مجوشا می‌باشد. معرب کلمه پارسی مگوش و مگو (پارسی باستان) که به یونانی ماگوس و به پارسی نو مغ گویند. به صورت مگو چندین بار در کتیبه‌های بیستون آمده و در اوستا به گونه مغو و در پهلوی مغ شده است. گروهی از ایرانیان کهن که باورمند به دو سرآغاز نور و تاریکی و یزدان و اهرمن بوده‌اند و اینان پیش از پیدایش زرتشت هم بوده‌اند و مگوس نامیده می‌شدند. در ادبیات عربی و پارسی به هردو معنی به کار برده شده است یکی معرب «مگوس» (یعنی مغ روحانی آیین مزدایی یا دیگر ادیان باستانی در ایران) و دیگری معرب مزدیسنا (یعنی روحانی زرتشتی)؛ اما از ملل و نحل شهرستانی چنین بر می‌آید که مزدیسنا و مگوس را جدا دانسته و علمای آغاز اسلام نیز روحانیان زرتشتی و مگوس را یکی نمی‌دانستند.
به انگلیسی ماگوس: ماگوس Magus، جمع ماگی Magi، هموند یک دودمان باستانی ایرانی که در فعالیت‌های فرقه‌ای کاردان بودند. این نام گونه لاتین شده ماگویی Magoi (برای نمونه هرودوت Herodotus ۱:۱۰۱) می‌باشد که برگردان یونانی از ریشه ایرانی‌ست. کلمه جادو Magic از همین واژه گرفته شده. اینکه آیا مغان از آغاز پیروان زرتشت بوده و پیام‌رسان او بوده باشند جای گمان دارد. در سنگ نبشته سه زبانه بیستون که در آن داریوش بزرگ پیروزی پرشتاب و پایانی خود را بر مغ که در برابر فرمانروایی او شوریده بود شرح (۵۲۲ قبل از میلاد) چنین به نظر نمی‌رسد. در دائرةالمعارف اسلام اثر E.J. Brill به Madjus پیگیری شود.قاموس المحیط: مجوس؛ کصبور، رجل صغیر الاذنین به اسپانیایی Magos

## گُنگی‌های تعاریف مجوس در فرهنگ نامه‌ها
در فرهنگ آنندراج آمده است که دربارهٔ اینکه آیا مگوشان پیروان زرتشت هستند یا نه در میان واژه‌نامه نویسان نا همسویی‌های بسیار وجود دارد. گروه آتش‌پرست که از پیروان زرتشت اند و در منتخب گوید پرستندگان ماه و آفتاب و آتش (این زرتشتیان نیستند که پرستندگان آفتاب و آتشند). رساله معربات نوشته که مجوس منجگوش یعنی صغیرالاذن. چون پیام‌رسان دین مگوش مرد خردگوش بود برای همین چنین گفتند: (خوب اگر چنین کسی دین مگوش را پایه‌گذاری کرده پس با دین زرتشت متفاوت است). ناظم الاطباء گوید: معرب موی گوش یا سیخگوش که نام کسی بوده که در آیین زردشت در اواخر گذاشته و اکنون پیروان زرتشت را گویند (پس مجوس حداقل قبلاً به چیز دیگری گفته می‌شد). در انسان کامل گفته که مجوس گروه آتش پرستان را گویند و در شرح مواقف آورده که مجوس فرقه‌ای از ثنویه‌اند که قائلند به فاعل خیر که او را یزدان خوانند و به فاعل شر که او را اهریمن نامند (به نظر می‌رسد این درک نادرستی از افکار زروانی مغان باشد). در ملل و نحل گفته است که مجوس طایفه‌ای بودند که کتاب آسمانی داشتند مردی آن کتاب را تحریف و تبدیل کرد چون یک شب بگذشت بامداد کتاب اصل را ناپدید یافتند و گویند کتاب به آسمان برده شد و از این رو آنان را اهل کتاب نتوان شناخت اما در شرح مواقف گفته مجوس اهل کتاب باشد. (از کشاف اصطلاحات الفنون). ایشان علما و دانشمندان قوم فارس بوده فلسفه و هیئت و علوم ریاضی و دیگر علوم را که در آن زمان معروف بود تعلیم می‌دادند (از قاموس کتاب مقدس) از ملل و نحل شهرستانی چنین بر می‌آید که زرتشتی و مجوس را جدا دانسته و علمای اوایل اسلام نیز مجوس و زرتشتی را یکی نمی‌دانستند (دهخدا).
در دوران هخامنشی مجوسان [[مغان]] به یک رسته از روحانیان زرتشتی گفته می‌شد که بدین لحاظ اختلاط واژهٔ مغ با موبد (و طبقه روحانی) و از سوی دیگر یکی انگاری آیین مهر و زرتشتی پدید آمده. اینکه زرتشت پیامبر آیین مهر بوده که آموزه‌هایش در ادوار هخامنشی و به‌خصوص ساسانی به انحراف کشیده شد، یا اینکه زرتشت دین جدیدی را با آموزه‌های کنونی با خود آورد جای تحقیق دارد. (همچنین ببینید: مغ)

## تفاوت مجوس (مغ) با زرتشتی
منظور از مجوس (مغوس= مغ) پیروان آیین مهر یا میترا است که دین اقوام آریایی بوده و قدمت آن به پیش از زرتشت بازمی‌گردد. این نکته متأسفانه توسط کسانی که آشنایی کافی با این دو آیین نداشته‌اند معمولاً مخلوط و مشتبه گردیده است. هاشم رضی مترجم وندیداد (اوستا) نوشته است: «آنچه که دَرَش، گمانی نیست، زرتشت در شرق ایران، شمال‌شرقی- زاده شد و دین خود را ارائه کرد. جایی که زرتشت دین آورد، دین میترایی مورد ایمان و علاقهٔ مردم بود… میترائیسم یا مهرپرستی نام دین باستانی اقوام آریایی است که بنا بر اندیشه‌های زروانیسم خود هم نور و هم ظلمت را از قوای طبیعت و لازمهٔ هستی می‌دانستند و بروز طبایع ایزد و اهریمن را در انسان‌ها زادهٔ جبر شرایط محیطی دانسته از این رو تلاش برای در ستیز انگاشتن این دو را همواره بسوی صلح سوق می‌دادند.
اگر مجوس را تغییر شکل یافتهٔ واژهٔ مغ بدانیم، این واژه سابقهٔ بسیار طولانی دارد. در اوستا این واژه یکبار به صورت موغو Moghu که همان مغ فارسی است آمده اما واژگان دیگری که از این ریشه است مکرراً در خود گاتها به کار رفته است از جمله واژهٔ مگ که در یسنای ۲۹، قطعه ۱۱ و ۱۶ و یسنای ۵۳، قطعه ۵۳ آمده است (پورداود). لفظ موغو در یسنای ۶۵ قطعه ۷ در جزو واژهٔ موغوتبیش Maghu – Tbish به معنی مغ آزار آمده است:
آب از آن کسی که از [میان ما] بداندیش است مباد، آب از آن کسی که از ما بد گفتار است مباد، آب از آن کسی که از ما بدکردار است مباد، نه از آن بد دین، نه از آن دوست آزار، نه از آن مغ آزار، نه از آن هم برزن (همسایه) آزار، نه از آن خانواده آزار… (پورداود، ۲/۹۱).
در تورات هم در کتاب ارمیا باب ۳۹، جمله ۳ چنین آمده: نبوکدنصر پادشاه بابل با تمامی لشکر خود به اورشلیم آمده و شهر را محاصره کرد، همراه او و از سروران وی یکی نَرجَل‌شراَصَر رئیس مجوسان بود (کتاب مقدس، ۱۱۶۰). و در جملهٔ ۱۳ همان باب گوید: ارمیا را نکشتند و چند تن از جمله رئیس مجوسان [مغان؟] را با او فرستادند. در قاموس کتاب مقدس ذیل واژهٔ مجوس آمده است: ایشان علما و دانشمندان قوم فارس بوده فلسفه و هیئت و علوم ریاضی را که در آن زمان معروف بود تعلیم می‌دادند و با پادشاه به میدان جنگ می‌رفتند و هر چند که علم ایشان بر قواعد صحیحه بنا نشده بود با وجود آن دانیال ایشان را به حکمت و دانشمندی توصیف می‌نماید (دانیال: ۱، ۲۰) و از برای ایشان نزد نبوکد نصر وساطت نمود (دانیال: ۲، ۲۴) و خود رئیس ایشان گردید
زرتشتیان کنونی خود از این باب که مغان مهرآیین پیش از زرتشت بوده‌اند و حتی رد پای آنها در کتب مذهبی آنان به خوبی دیده می‌شود کاملاً آگاهند؛ برای نمونه قسمتی از سخنان سرموبد گرتیر به نقل از امرداد بدین شرح است: نسک‌ها که نبشته مغان و موبدان سدها سال پس از زرتشت می‌باشند از نگاه یک زرتشتی اگر در راستای آموزه‌های اشوزرتشت باشند پذیرفته می‌باشند و اگر نباشند حتی اگر در اوستا باشند پذیرفته نمی‌باشند مانند قربانی جانوران که در گاثاها کنار گذاشته شده‌اند اما در بخش دیگر اوستا دوباره گنجانده شده‌اند که اگر خوب بنگرید رد پای مغان مهرایین و آناهیتایی را به روشنی می‌توان دید. جای تعجب است که وقتی خود زرتشتیان مغ را مهرایین و متفاوت از زرتشتی می‌دانند چرا واژهٔ مجوس که همان معرب مغ است توسط برخی به زرتشتیان منتسب گردیده.
به عقیدهٔ علی اصغر حکمت "آیین مغان که رواج فراوانی در دولت مادها داشت، گرچه با ظهور زردشت از رونق افتاد، اما برخی عقاید و سنن آنان به زرتشتیان منتقل گشت، از قبیل احترام به عناصر اربعه آب، خاک، باد و به‌ویژه عنصر آتش. تجلیل مغان از آتش بیش از زرتشتیان بوده است. بر همین اساس است که حافظ شیرازی از آتش درون، به یاد دیر مغان می‌افتد نه آتشکدهٔ زردشت:
از آن به دیر مغانم عزیز می‌دارند
که آتشی که نمیرد همیشه در دل ماست.
اعتقاد به ثنویت و قدرت و تأثیرگذاری اهریمن، در آیین مغان بسیار شدیدتر از عقایدی است که در دین زرتشت به چشم می‌خورد. آفتاب‌پرستی و جادوگری نیز از ویژگی‌های آنها بوده است؛ تا جایی که مغان را به جادوگری می‌شناختند"

## تاریخ مجوس (مغ)
آرتور ایمانوئل کریستنسن (۱۸۷۵–۱۹۴۵) ـ ایران‌شناس دانمارکی، پژوهش خود را از گاهان (گاتها) کهن‌ترین متن دینی ایرانی آغاز می‌کند. اما پیش از ورود به این بحث به زمانی که کهن‌تر به نظر می‌افکند و مسئله‌ای را پیش می‌کشد که سرچشمه بسیاری از تحولات آتی در عرصه صف‌آرایی نمادهای نیک و بد در جامعه ایرانی است و آن اختلاف میان دو گروه از ایزدان قوم آریایی یعنی نیاکان مشترک ایرانیان و هندوان است. در یک سو ایزدانی صف آراسته‌اند که (دَئِوَه) نام داشتند و رزم‌جو بودند و در دیگر سو گروهی دیگر از ایزدان که (اَسَوره) خوانده می‌شدند؛ و از گونه‌ای نیروی معجزآسا و جادویی برخوردار بودند. اختلاف میان این دو گروه از ایزدان شاید بازتاب اعتقاد کهن هند و اروپایی باشد که به موجب آن پایگاه خسروی در جهان اهورایی با پایگاه زمینی صلابت رزمی متفاوت بوده است.
پس از یورش بزرگ مادها و پارس‌ها به ایران باختری دین ایرانی به تدریج از هیئت ودایی خود جدا می‌شود (نگاه کنید به ودا). در خاور و باختر صف مزدا (فرزانه) به جای ورونه می‌نشیند و مهر مقام ارجمندی می‌یابد در حالی که ایندَره و ناستیه که در یشتها ناشناخته‌اند نزد مادها باقی می‌ماند اما از آنان به عنوان دیو سخن می‌رود کریستنسن در این بخش از نظر بنونیست مبنی بر زردشتی نبودن مادها و ایرانیان عصر داریوش و خشایارشا قاطعانه حمایت کرده است اما به قول او مغان مزداپرستی را به شیوه‌ای که پیروان زردشت در مشرق ایران عمل می‌کردند پذیرفتند و در پی این گرایش متون دینی این آیین را نیز از آن خود ساختند که به پیدایش وندیداد انجامید. اما واقعاً چطور می‌توان تشخیص داد که آیا وندیداد نشانه تمایل یافتن مغان به تعالیم زرتشت است یا به عکس نشانه شروع انحراف زرتشتیان از تعالیم مغان؟

## مجوس در قرآن
در قرآن لفظ مجوس فقط یک بار در آیه زیر آمده است:
«ان الذین آمنوا و الذین هادوا و الصابئین و النصاری و المجوس و الذین اشرکوا ان الله یفصل بینهم یوم القیامه» (حج، آیه ۱۷). تفسیر این آیه از قرآن دو گونه ارائه شده است. یک نوع تفسیر این است که در این آیه مردم به سه گروه تقسیم شده‌اند: ۱. مؤمنان مسلمان ۲. اهل کتاب‌های دیگر: یهود، نصاری، صابئان و مجوسان ۳. مشرکان، این سه فرقه با ذکر اسم موصول الذین از هم جدا شده‌اند ولی چهار گروه اهل کتاب با حرف وصل به هم پیوسته‌اند؛ بنابراین مجوس از مشرکان مجزا شده و در ردیف یهود و نصاری و صابئان قرار دارند.
این که الذین اشرکوا در مقابل چهار دین آمده به این صورت فرض کرده که دین مجوسی (مغی) در اصل دین شرک نبوده، و در ردیف ادیان یگانه‌پرستی قرار داشته است و اخذ جزیه از آن‌ها دلیل بارز این مطلب است. به نوشته علامه طباطبایی این آیه دلالت یا حداقل اشعار دارد بر این که مجوسیان اهل کتابند و اوستا کتاب ایشان می‌باشد زیرا در این آیه و سایر آیاتی که صاحبان ادیان آسمانی را می‌شمارد در ردیف یگانه‌پرستان قرار گرفته‌اند و در تضاد با مشرکان به‌شمار آمده‌اند. به عبارت دیگر، در قرآن، مغ‌ها و زرتشتیان به یک نوع تصور شده‌اند و قرآن فرقی بین آن‌ها قائل نشده است؛ زیرا دین مغ‌ها که آئین مهرپرستی نام دارد یک دین یگانه‌پرستی نیست بلکه یک آئین چندخدایی می‌باشد. آئین میترائیسم در تضاد با دین یگانه‌پرستی مزدیسنا قرار دارد.
در مقابل این برداشت، فخر رازی، طبری و نیشابوری حدیثی از قتاده ذکر می‌کنند که ادیان شش تاست یکی از آن خداوند پنج تا از آن شیطان. فخر رازی در تفسیر آیه بالا مجوس را از پیروان نبی واقعی ندانسته و پیرو متنبی می‌داند آنگاه حدیث قتاده را ذکر می‌کند.
در تفسیر طبری ذیل آیه آمده است که مجوس خورشید و ماه و آتش را می‌پرستند آنگاه حدیث قتاده ادیان شش تاست پنج تای آن از آن شیطان است یکی از آن رحمان آورده است. در تفسیر نیشابوری هم ذیل تفسیر این آیه، حدیث ادیان شش تاست را از مقاتل ذکر کرده آنگاه می‌آورد که مؤمنین و یهود و نصارا، در اعتقاد به خدا و پیامبر مشترک هستند و در اعتراف به نبوت محمد از هم جدا می‌شوند و به آن اعتراف نمی‌کنند. صابئون از جهتی شبیه نصارا هستند و از جهتی خیر، و اما مجوس سخنشان از دو جنبه مضطرب است زیرا به ثنویت معتقد هستند و نبی حقیقی نداشته و پیامبرشان متنبی است. زمخشری هم در کشاف آورده که ادیان پنج تاست چهار تا از آن شیطان و یکی از رحمان. وی صابئون را از نصارا می‌داند. در تفسیر گازر هم همین معنی آمده است.
در این تفاسیر، یعنی تفاسیر فخر رازی (د ۶۰۴)، طبری (د ۳۱۰)، نیشابوری (د ۷۳۰)، زمخشری (د ۵۳۸) و تفسیر گازر (د آخر قرن نهم) همان‌طور که دیدیم تصریح به صاحب کتاب بودن مجوس نشده جالب این جاست که این مفسرین ایرانی بودند و مسئله قومیت در اعتقاد آن‌ها نقش نداشته است.
در تفاسیر شیعه چون تبیان شیخ طوسی (د ۴۶۰)، مجمع البیان و جوامع الجامع طبرسی (د ۵۴۸)، الصافی فیض (د ۱۰۹۱) و تفسیر شبر (د ۱۲۴۲ ق) از توضیح این آیه خودداری کرده ولی در جای دیگر مجوس را اهل کتاب دانسته‌اند.
طوسی در تفسیر آیه جزیه و در کتاب تهذیب الاحکام مجوس را اهل کتاب دانسته است. طبرسی در مورد اهل کتاب نوشته «هم الیهود و النصاری و قال اصحابنا ان المجوس حکمهم حکم الیهود و النصاری». فیض دو حدیث نقل کرده که پیامبر مجوس را اهل کتاب دانسته‌اند (۲/۳۳۳) و در تفسیر شبر آمده: «الذین اوتوا الکتاب الیهود و النصاری و الحقوا بهم المجوس نبیا قتلوه و کتابا حرقوه». (برای دیدن شباهت موضوع مراجعه شود به مزدک).
علامه طباطبایی در چند جای تفسیر المیزان مجوسیان را اهل کتاب و قوم معروفی (مغان؟) دانسته که به زرتشت گرویدند. در بحث روایتی ایشان سؤالی که اشعث بن قیس از علی پرسید و جواب علی به او در مورد مجوسیان و اهل کتاب بودن آن‌ها را آورده سپس اضافه می‌کند «اما این که مجوسیان اهل کتابند روایت دیگری نیز بر وقفش هست و در این روایات آمده که آن‌ها پیغمبرانی داشتند که با توطئهٔ یهودیان کشته شدند و کتاب مقدسشان سوزانده شد». مجدداً در اینجا حدیث علی به‌طور بسیار متقنی می‌تواند به موضوع قیام مزدک اشاره داشته باشد که در حدود ۱۰۰ سال قبل از ظهور اسلام برای احیای تعالیم مهر بپا خواست و کتاب دسناد را آورد که حاوی تعلیمات [[مغان]] بود لیکن بدستور انوشیروان، مزدک و مزدکیان به قتل رسیده و کلیه نسخ کتاب دسناد جمع‌آوری و سوزانده شد. با دقت در تفاسیر چنین به نظر می‌رسد تفاسیر کهن و جدید شیعه با اتکا به روایات، مجوس را اهل کتاب شمرده‌اند ولی تفاسیر اهل سنت آن‌ها را اهل کتاب ندانسته‌اند.
بطوری‌که ذکر شد در قرآن فقط یک بار کلمه مجوس آمده است لیکن آیه دیگری هم در قرآن هست که هر چند به‌طور صریح در آن از مجوس نام برده نشده اما شأن نزول آن دربارهٔ مجوس می‌باشد. «یا ایها الذین آمنوا علیکم انفسکم لا یضرکم من ضل اذا اهتدیتم الی الله مرجعکم جمیعاً فینبئکم بما کنتم تعملون». (مائده، آیه ۱۰۴) در شأن نزول این آیه از ابن‌عباس روایت شده که پیامبر خدا به مردم هجر نامه نوشت و اسلام را به آن‌ها عرضه کرد و گفت در صورت عدم قبول، جزیه بپردازند. در تفسیر ابو الفتوح رازی آمده است که منذر بن ساوی نامه رسول برایشان عرضه کرد: «بر عرب و جهودان و ترسایان و گورانی که آنجا بودند که ایشان گفتند که ما جزیه قبول نکنیم و اسلام نیاوردیم. او رسول را خبر داد و رسول به او نوشت که از عرب قبول مکن الا اسلام یا تیغ و اما جهودان و ترسایان و گوران یا اسلام آرند یا جزیه قبول کنند. او نامه عرضه کرد. عرب ایمان آوردند و اهل ذمه جزیه قبول کردند. منافقان در این حدیث طعنه زدند گفتند، عجب نیست کار محمد، می‌گوید مرا فرموده‌اند که با مردمان کارزار کنم تا بگویند لا اله الاّ الله آنگاه از گوران هجر و اهل کتاب جزیه می‌ستاند و ایشان را بر کفر رها می‌کند. چرا ایشان را بر اسلام اکراه نمی‌کند یا از عرب جزیه قبول نمی‌کند. مسلمانان را سخت آمد. خدای تعالی این آیه فرستاد: یا ایها الذین آمنوا علیکم انفسکم…».
این شأن نزول در تفاسیر بسیاری نقل شده است. در کنار آن شأن نزول دیگری هم برای این آیه قائل هستند. در تفسیر صافی، فیض شأن نزول آیه را حسرت بردن و افسوس خوردن مؤمنان بر حال کفار ذکر کرده و نوشته است، مسلمانان از این که کفار با طیب خاطر دین اسلام را نمی‌پذیرند متحیّر بودند و آیه مذکور برای تسلیت خاطر آنان نازل شد. ولی محتوای آیه بیشتر دلالت دارد بر این که جواب اعتراض باشد نه تسلیت و دلجویی، گویا افراطیون می‌خواستند هر کس را که اسلام نیاورد از دم شمشیر بگذرانند در صورتی که خدا و پیامبرش می‌خواستند دین مبین با تفکر و تأمل پذیرفته شود.
کلمه دیگری نیز در قرآن وجود دارد که برخی منظور از آن را زرتشتیان دانسته‌اند و آن اصحاب الرس می‌باشد که در دو آیه زیر آمده است: و عادا و ثمودا و اصحاب الرس و قرونا بین ذلک کثیرا. فرقان، آیه ۳۸. و کذبت قبلهم قوم نوح و اصحاب الرس و ثمود (ق، آیه ۱۲).
اصحاب الرس را در این آیات اهالی ساکن در اطراف رود ارس گرفته‌اند. در اورنگ آمده است:
«راجع به اصحاب الرس چند قول است یکی از اقوال اشاره به مردمان کنار رود ارس است که در اغلب تفاسیر آمده است در تفسیر صافی می‌گوید ارس نهری است در حوالی آذربایجان، همان طوری‌که برای هر قوم و ملتی پیغمبر فرستادیم در آذربایجان نیز از بین اهالی آنجا پیغمبری را مبعوث کردیم. بسیار واضح است که مفاد آیه اشاره به ظهور زرتشت در آن حدود می‌باشد زیرا هیچ تاریخی نشان نمی‌دهد به غیر از اسو زرتشت پیغمبر دیگری در آذربایجان و در حدود سواحل رود ارس مبعوث شده باشد.». البته بیشتر مفسرین معتقدند که اصحاب الرس طایفه‌ای بودند که در یمامه می‌زیستند و پیغمبری به نام حنظله بر ایشان مبعوث شد و آنان وی را تکذیب کرده و در چاه انداختند؛ آن پیامبر شهید گردید. چون افکندن در چاه در یکی از لغات عرب رس تعبیر می‌شود، از این جهت این قوم را اصحاب الرس نامیدند.
احتمالاً برخی از مفسرین دوره دوم اسلامی که با نام ارس آشنا شده‌اند رس را با آن منطبق کرده‌اند و گفته‌اند اصحاب الرس در آذربایجان بوده‌اند که سی پیغمبر خود را کشتند و چون رود ارس در یونانی ارکسوس نامیده می‌شود و با نام‌های یونانی جیحون و سیحون قرابتی دارد قلمرو اصحاب الرس را تا ساحل جیحون و سیحون برده‌اند (خزائلی، ۱۴۹). مدائن الرس در نهج‌البلاغه عبارت از همان تمدن و شهرهاست. محمد عبده در شرح جمله فوق از نهج البلاغه تصریح کرده که از مراد از رس، رود ارس فعلی در آذربایجان است. در تفسیر صافی از قمی نقل کرده رس نهری است در ناحیه آذربایجان، همچنین گفته شده شاید مراد از مجوس که در آیه ۱۷ سوره حج آمده، اصحاب الرس باشد یا مجوس از اخلاف آن‌ها باشد.
ابوالفتوح رازی هم ضمن بیان‌های مختلفی که در مورد اصحاب الرس کرده به این موضوع اشاره می‌کند که «ایشان را جویی بود که آن را رس خواندند و این جوی از میان آذربایجان و ارمینه بود از آن جانب که آذربایجان بود آتش‌پرست بودند و از آن جانب که با ارمینه بود بت‌پرست بودند». باید توجه داشت که پژوهش‌های جدید نشان داده که محل تولد زرتشت در شرق بوده است. کسانی هم که محل تولد زرتشت را غرب ایران دانسته‌اند این موضوع را قبول دارند که محل شکوفایی و اظهار دین او قلمرو گشتاسب یعنی شرق ایران بوده است اگر رود ارس را تا سواحل جیحون و سیحون بدانیم می‌توان زرتشت را پیامبر این نواحی دانست و گرنه معرفی او به عنوان پیامبری در سواحل ارس نادرست می‌باشد. فخر رازی هشت معنی برای اصحاب الرس آورده است، در این معانی به مجوس اشاره ندارد فقط در یکی از معانی آورده اصحاب الرس قومی بودند که در کنار رود ارس در شرق زندگی می‌کردند.
در تفسیر المیزان در ذیل تفسیر چند آیه اشاره به مجوسیان شده است از جمله در تفسیر آیات: و المخنقه و الموقوذه و المتردیه و النطیحه (مائده آیه ۳). روایتی از جعفر صادق نقل کرده که مجوس را رسم چنین بود که حیوان سر بریده را نمی‌خوردند و به جای آن مردار می‌خوردند و برای مردار کردن حیوانات از قبیل گاو و گوسفند آن‌ها را خفه می‌کردند. همچنین موقوذه را که یکی دیگر از مصادیق میته است از این جهت نام برده که مجوس دست و پای حیوان را می‌بستند و آنقدر می‌زدند تا بمیرد وقتی به کلی بی‌جان می‌شد آن را می‌خوردند و متردیه که آن نیز رسم مجوس بود به این صورت که چشم حیوان را می‌بستند و از بام پرت می‌کردند تا بمیرد وقتی می‌مرد گوشتش را می‌خوردند و نطیحه که آن نیز حیوانی بود به رسم مجوس به وسیله شاخ حیوان دیگر می‌مرد و نیز ما اکل السبع الا ما ذکیتم که مجوس نیم خورده درندگانی چون گرگ و شیر و خرس را می‌خوردند و خدای عزوجل همه این‌ها را حرام کرد. در تفسیر آیه «و الذین اتیناهم الکتاب یفرحون بما انزل الیک ومن الاحزاب مَن یُنکِرُ و بَعضَهُ قل انما اُمِرت اَن اعبد الله و لا اشکر به…» (رعد، آیه ۳۶) آمده ظاهراً منظور از الذین اوتوا الکتاب یهود و نصارا یا این دو طایفه با مجوس است. علامه طباطبایی نوشته است زمان پیامبر مجوس در انتظار بعثت و فرج خاتم‌الانبیا و ظهور دینی که حق و عدالت را گسترش دهد به سر می‌بردند و مانند مشرکان با حق دشمنی و عناد نمی‌ورزیدند (به موضوع اعتقاد به ظهور منجی در آیین مهر مراجعه شود) در ادامه از بعضی مفسرین نقل کرده که گفته‌اند منظور از موصول الذین عموم مسلمین و منظور از احزاب یهود و نصارا و مجوس است طبرسی در مجمع البیان نوشته الذین اتیناهم الکتاب، اصحاب پیامبر و من الاحزاب، یهود و نصارا و مجوس هستند.
در تفسیر الفرقان (تفسیر مختصر فارسی) صادقی تهرانی می‌نگارد:إِنَّ الَّذِینَ آمَنُوا وَالَّذِینَ هَادُوا وَالصَّابِئِینَ وَالنَّصَارَیٰ وَالْمَجُوسَ وَالَّذِینَ أَشْرَکُوا إِنَّ اللَّهَ یَفْصِلُ بَیْنَهُمْ یَوْمَ الْقِیَامَةِ ۚ إِنَّ اللَّهَ عَلَیٰ کُلِّ شَیءٍ شَهِیدٌ
به‌راستی کسانی که ایمان آوردند و کسانی که یهودی شدند و التقاطیان و نصرانیان و زرتشتیان و کسانی که شرک ورزیدند، بی‌گمان خدا روز قیامت میانشان را جدا خواهد کرد، زیرا خدا همواره بر هر چیزی بس گواه است.
فرقه‌های ششگانه را در عقاید بیان می‌کند که ششمین اینان راً الذین اشرکواً دانسته که پنج گروه اول کلًا مشرک نیستند و اگر از صالحین باشند امکان نجات دارند" ان الذین آمنوا و الذین هادوا و النصاری و الصابئین من آمن باللَّه و الیوم الاخر و عمل صالحاً فلهم اجرهم عند ربهم و لاخوف علیهم و لا هم یحزنون" (۲: ۶۲) و (۵: ۶۸) است، اما در این آیه" یَفْصِلُ بَیْنَهُمْ" بین مشرکان و پنج گروه دیگر جدایی می‌افکند که مشرکان هرگز نجاتی ندارند. این آیه به‌طور کلی انسان‌ها را به سه دسته بزرگ تقسیم می‌کند ۱)" الذین آمنواً ایمان آورندگان به این رسالت جدید هستند که مسلمان خوانده می‌شوند. ۲) " الذین هادوا و …" و به‌طور کلی اهل کتاب «هادوا» تابعین تورات و «النصاری» تابعین انجیل‌اند، اما در «الصابئین و المجوس» اختلافاتی است، مجوس زرتشتیان و کتاب مقدس ایشان اوستا است. ۳)" و الذین اشرکواً کسانی که غیر از چهار گروه اول هستند اینها محض و غرق در انحراف و شرک به خدایند، تارکین عبادت خدا و عبادت‌کننده بت‌ها و سنگ‌ها هستند؛ ولی اهل کتاب اگر انحراف و شرکی هم دارند در عقیده و در توحید به خدایی اعتقاد دارند، لکن برای این خدا شرکانی غیر اصیل قائلند و حتی گروهی از مسلمین تیر چنین عقاید شرک آلودی دارند. " الذین آمنواً به گونه‌ای مستقل در مقابل کل مؤمنان سه‌گانه بعدی، امتیاز و برتری این گروه نخست را بیان می‌دارد، سپس «والذین» گروه دوم و سوم که اهل کتابند، در هر صورت درجات مسلمانان بالاترین درجات است نسبت به کل مؤمنان از تاریخ اسلام، زیرا یهودیان و نصرانیان قبل از آمدن اسلام و نسخ دینشان همان مقامات عالیه رحمت‌الهی را بر مبنای ایمان و اعمال صالح داشته‌اند، اما بعد از اسلام تنها آنانی که معاند با حق اسلام نباشند و ایمان و عمل شایسته دین خود داشته باشند، اهل نجاتند.
در مورد آیه «و لا تجادلوا اهل الکتاب الا بالتی هی احسن» (عنکبوت، ۴۶) در تفسیر المیزان آمده است از مجادله با اهل کتاب که شامل یهود و نصارا و مجوس و صابئین بپرهیز و می‌فرماید با این طوایف چند گانه مجادله نکن مگر به طریقی که بهترین مجادله بوده باشد. در برخی از تفاسیر اصحاب اخدود را مجوسیان دانسته‌اند، به این صورت که یکی از پادشاهان آن‌ها دین را تحریف کرده و ازدواج با محارم را رواج داد چون مؤمنین به این اعتراض کردند آن‌ها را در آتش افکند که به اصحاب اخدود مشهور شدند.

## مجوس در روایات اسلامی
روایات متعددی وجود دارد که مجوس را اهل کتاب شمرده است از جمله روایت اصبغ بن نباته است که نقل کرده، علی (ع) بر فراز منبر گفت سلونی قبل ان تفقدونی، اشعث بن قیس برخاست و گفت ای امیرالمؤمنین چگونه از مجوس جزیه گرفته می‌شود در حالی که کتاب آسمانی بر آن‌ها نازل نشده و پیامبری نداشته‌اند. علی گفت آن‌ها کتابی داشته‌اند و خداوند در میان آن‌ها پیامبری مبعوث فرمود و در شریعت آن پیامبر ازدواج با محارم جایز نبود، یکی از پادشاهان آنها، در یک شب که مست بود، در حال مستی با دختر خویش درآمیخت مردم آگاه شدند و شورش کردند و گفتند اکنون لازم است بر تو حد جاری کنیم. آن پادشاه نیرنگی اندیشید و دستور داد همه جمع شوند و سخن او را بشنوند اگر نادرست بود هر تصمیمی خواستند بگیرند. مردم گرد آمدند، او گفت: شما همه می‌دانید که در میان مردم هیچ‌کس به پای پدر و مادر ما آدم و حوا نمی‌رسد، مگر نه این است که این دو تن که صاحب دختران و پسران شدند همه آن‌ها با یکدیگر ازدواج کردند. مردم قانع شده و از آن پس ازدواج با محارم در بین آن‌ها مرسوم شد. (برای اطلاعات بیشتر در این خصوص نگاه کنید به خویدوده).
روایت دیگری نیز هست که از جعفر صادق نقل شده است. در مورد مجوس پرسیدند که آیا پیامبری داشتند؟ گفت: بله آیا نوشته رسول خدا به مردم مکه به تو نرسیده است که فرمود اسلام بیاورید و الا برای جنگ آماده شوید. آن‌ها به پیامبر نامه نوشته خواستند که از آن‌ها جزیه بگیرد و در عوض آن‌ها را واگذارد که به پرستش بتها ادامه دهند. محمد به آن‌ها نوشت که جز از اهل کتاب جزیه نمی‌گیرد. مشرکان مکه عنوان کردند که چگونه از مجوس هجر جزیه گرفته است. پیامبر به آن‌ها نوشت که مجوس پیامبری داشتند که او را کشتند کتابی داشتند که به آتش کشیدند. کتاب آن‌ها در دوازده جلد به روی پوست گاو بود.
این جریان باید بعد از فتح مکه و قبل از نزول آیات برائت یا هم‌زمان با نزول این آیات اتفاق افتاده باشد. بلاذری هم تاریخ آن را سال هشتم هجری ذکر کرده است. در وسائل الشیعه روایتی از محمد بن علی ذکر شده که گفت از مجوس جزیه گرفته شود زیرا پیامبر گفت با آنان به سنت اهل کتاب رفتار کنید آن‌ها پیامبری به نام داماسب داشتند که کشتند و کتابی به نام جاماسب که در دوازده هزار جلد به روی پوست گاو بود آن را آتش زدند. همین روایت از سجاد نقل گردیده است. از روایات بالا مشخص می‌شود که تأکید محمد و امامان شیعه بر این بوده است که مجوسیان اهل کتاب شمرده شوند و از آن‌ها جزیه گرفته شود. هر چند این عمل مخالف پسند و نظر اعراب متعصب بود. روایات و اخباری هم وجود دارد که طرز رفتار و برخورد با مجوسیان را نشان می‌دهد از جمله روایتی است که نقل شده مردی در حضور جعفر صادق از شخص دیگری پرسید که با آن مردی که از او طلبکار بودی چه کردی؟ آن مرد گفت او یک ولد الزنائی است. صادق سخت برآشفت که این چه سخنی بود. آن مرد گفت قربانت گردم او مجوسی است و مادرش دختر پدرش است، لذا هم مادر و هم خواهرش می‌باشد پس قطعاً ولد الزنا است. صادق گفت مگر نه این که در دین آن‌ها این عمل جایز می‌باشد و او به دین خود عمل کرده است و تو حق نداری او را ولد الزنا بخوانی.
بر اساس روایات بالا در فقه شیعه اکثر علمای شیعه، مجوسیان را اهل کتاب دانسته‌اند. شیخ طوسی در کتاب خلاف نوشته است «المجوس کان لهم کتاب ثم رفع عنهم.» در نهایه نیز به این موضوع تصریح کرده است. صدوق در توحید و شهید در لمعه مجوس را به تحقیق اهل کتاب دانسته‌اند. شیخ مفید در المقنعه از علی ذکر کرده که مجوس از نظر پرداخت جزیه و دیات چون یهود و نصارا می‌باشند زیرا اهل کتاب هستند (الحر عاملی، ۱۱/۹۸). عده دیگری از فقها از روی احتیاط و دیر باوری‌های عالمانه هر چند مجوس را به‌طور تحقیق اهل کتاب نشناخته‌اند ولی به جهت احتمال کتابی بودن، در ردیف یهود و نصارا قرار داده‌اند. در این مورد صاحب شرایع و جواهر و ریاض مجوس را در حکم اهل کتاب دانسته‌اند. الهامی پس از نوشتن این مطلب اضافه می‌کند بنا بر آنچه گذشت جای شک و تردید نیست که مجوس از نظر فقها یا به‌طور مسلم اهل کتابند یا لااقل محتملاً اهل کتاب بوده‌اند.
همان‌طور که ذکر شد علمای شیعه با توجه به روایات، مجوس را اهل کتاب شمرده‌اند اما در میان علمای اهل سنت حنفیها، همچنین ابو یوسف نویسنده کتاب الخراج آنان را اهل کتاب دانسته‌اند. شافعی (د ۲۰۴) هم با آوردن حدیثی به روایت علی از محمد آن‌ها را اهل کتاب معرفی کرده است. بسیاری از علمای اهل سنت مجوس را اهل کتاب نمی‌دانند اما کسانی هم که مجوس را اهل کتاب ندانسته به این که محمد و خلفای صدر اسلام از آن‌ها جزیه می‌گرفتند معتقد هستند. در صحیح بخاری روایتی ذکر شده که محمد از مجوس جزیه می‌گرفت. ابن قیم جوزی بحثی نسبتاً طولانی دربارهٔ جزیه گرفتن از مجوس دارد. وی که به شدت ضد مجوس است و آن‌ها را اهل کتاب نمی‌داند اظهار داشته که اجماع فقها این است که جزیه از اهل کتاب و مجوس گرفته شود. در پایان لازم به یادآوری است که در تاریخ اسلام اخباری وجود دارد که نشان می‌دهد مسلمانان نسبت به مجوسیان احترام قائل بودند. البته رفتار حکام مسلمان در مقاطع مختلف فرق داشته است؛ ولی به‌طور کلی مجوسیان از نظر اخلاقی مقبولیتی نزد مسلمانان داشته‌اند چنانچه دو خبر در کتاب بحارالانوار نقل شده است که در ازای کمک افراد مجوسی به نیازمند مسلمان، شخص مجوسی مورد توجه و عنایت پیامبر اسلام قرار گرفته است.

## دیگر کاربردها
این اصطلاح همچنین برای توصیف وایکینگ‌ها در وایکینگ‌ها در شبه‌جزیره ایبری به کار رفته است.

## استفاده در دوران معاصر
در دهه ۱۹۸۰، صدام حسین حزب بعث از قرآن اصطلاح «مجوس» در طول جنگ ایران و عراق به عنوان فهرست توهین‌های نژادی علیه ایرانها به صورت شفاهی و حتی در اسناد رسمی استفاده کردند. در مقاله ای در سال ۲۰۰۰ اهمیت استفاده از پروپاگاندا توضیح داده شده است:
«دستگاه امنیتی با نامیدن ایرانیان در این اسناد به عنوان «مجوس» به این نتیجه رسید که ایرانیان تنها دورو نبودند، بلکه پاگانیسم مخفی بودند؛ بنابراین جنگ ایران و عراق از نظر آنها نه تنها ابعاد مبارزه برای بعثیسم، بلکه عنوان یک جهاد را نیز به خود گرفت».